# Сукцинат кальция
Сукцинат кальция — неорганическое соединение,
соль кальция и янтарной кислоты с формулой CaC4H4O4,
бесцветные кристаллы,
слабо растворяется в воде,
образует кристаллогидраты.

## Получение
- Реакция янтарной кислоты и карбоната кальция:

{\displaystyle {\mathsf {CaCO_{3}+C_{4}H_{6}O_{4}\ {\xrightarrow {}}\ CaC_{4}H_{4}O_{4}+CO_{2}\uparrow +H_{2}O}}}

## Физические свойства
Сукцинат кальция образует бесцветные кристаллы.
Слабо растворяется в воде,
не растворяется в этаноле.
Образует кристаллогидраты состава CaC4H4O4•n H2O, где n = 1 и 3.